# Family Circle Cup 1993
Family Circle Cup 1993 — жіночий тенісний турнір, що проходив на відкритих кортах з ґрунтовим покриттям Sea Pines Plantation у Гілтон-Гед-Айленді (США). Належав до турнірів 1-ї категорії в рамках Туру WTA 1993. Відбувсь удвадцятьперше і тривав з 29 березня до 4 квітня 1993 року. Перша сіяна Штеффі Граф здобула титул в одиночному розряді, свій четвертий на цьому турнірі.

## Фінальна частина

### Одиночний розряд
Штеффі Граф —  Аранча Санчес Вікаріо 7–6(10–8), 6–1
- Для Граф це був 2-й титул в одиночному розряді за рік і 71-й — за кар'єру.

### Парний розряд
Джиджі Фернандес /  Наташа Звєрєва —  Катріна Адамс /  Манон Боллеграф 6–3, 6–1
- Для Фернандес це був 4-й титул в парному розряді за сезон і 35-й — за кар'єру. Для Звєрєвої це був 4-й титул в парному розряді за сезон і 32-й - за кар'єру.